# 999 (число)
999 (девятьсот девяносто девять) — натуральное число, расположенное между числами 998 и 1000.

## В математике
- 999 является нечётным составным[1] трёхзначным числом.
- 999 — самое большое 3-значное число, записанное в системе с основанием 10.
- 25-е триморфное число.
- 999 — число-палиндром.
- 999 — 28-е однообразное число[2].
- 999 — 8-е число Капрекара[3][4]: 999²=998001, 998+001=999. Числами Капрекара являются все числа, все цифры которого — девятки (репдигит). Подобное свойство сохраняется и при умножении 999 на любое другое число — если результат рассматривать как конкатенацию двух трёхзначных чисел, их сумма в результате будет давать 999. Подобное правило касается и других репдигитов (однообразных чисел), составленных из одних девяток (9, 99, 999, 9999… последовательность A002283 в OEIS)[5].
- 999 — это наименьшая сумма, которую можно получить путём сложения простых трёхзначных чисел, составленных из всех девяти цифр: 149 + 263 + 587 = 999[5].
- 999 = 27 × 37, при этом 1/27=0.037037… а 1/37=0.027027…[6][5].

## В других областях

Щит шоссе 999 в Германии

- В Юникоде 03E716 — код для символа «ϧ» (Coptic Small Letter Khei).
- NGC 999 — спиральная галактика с перемычкой в созвездии Андромеды.
- Galaxy Express 999 — манга и аниме.
- 999 — одна из самых чистых проб благородных металлов.
- Площадь государства Люксембург — 999 кв. миль.
- При повороте изображения числа 999 на 180° получается число 666.